# Mock draft

## Mock Draft
Mock draft es un término usado por los sitios web de deportes y revistas, en referencia a una simulación del draft de la liga.
Son muy populares en las revistas en línea, especialmente en referencia al draft de la NFL. ESPN 
ha ejecutado el mock draft en la página principal de su web.
El mock draft se utiliza a menudo para ayudar a los aficionados, debido a que les permiten especular con que jugadores de los equipos de college se quedarán en sus equipos favoritos. También suele ser útil para los general managers, ya que les puede ayudar a estimar que jugadores estarán disponibles 
en un punto determinado del draft.
En internet hay varios analistas, así como en televisión, que son considerados expertos en este campo y puede dar a los aficionados el mejor indicador de que se espera de los jugadores en el draft. 
Aunque se crean mock draft de casi todos los deportes, los más comunes son los referentes a la NFL.
Mel Kiper y Todd McShay de ESPN  y Mike Mayock de la NFL Network  se consideran expertos en el mock draft. 
Scott Wright, de Draft Countdown , Walter Cherepinksy de Walter Football , Michael Abromowitz de The Football expert  y Nolan de Vasant de NFL Draft Geek , son considerados expertos en internet en este campo. En cuanto a páginas en español, Alberto Mussali  ha obtenido la mayor precisión en cuanto a sus predicciones.
Aunque nadie puede estar en la mente de un general mánager de la NFL, se considera que estos analistas tienen más información y pueden dar a los aficionados información más precisa.
- Datos: Q3859777